# Come (gruppo musicale britannico)
I Come furono un gruppo inglese di musica industriale e rumorista fondato nel 1979 da William Bennett (in seguito fondatore degli Whitehouse).

## Storia dei Come
Il gruppo realizzò nel breve periodo della propria carriera due album ed un Singolo e vide attivi al proprio interno, alcuni personaggi che divennero poi importanti agitatori culturali. Daniel Miller divenne in seguito il fondatore e produttore discografico della Mute Records. L'australiano J. G. Thirlwell meglio conosciuto come Foetus, divenne un importante musicista della scena Industrial londinese prima e della scena No wave ed Industrial rock newyorkese poi. Peter McKay fu anch'egli membro degli Whitehouse.
Fu proprio in occasione della fondazione dei Come che William Bennett creò la Come Organisation, etichetta che segnò il suo futuro lavoro come produttore discografico.

## Formazione
- Daniel Miller
- J.G. Thirlwell
- Peter McKay
- William Bennett

## Discografia

### Album
- 1979 - Rampton (LP/Cassetta, Come Organisation)
- 1981 - I'm Jack (LP/Cassetta, Come Organisation)

### Singoli
- 1979 - Come 1 (7", Come Organisation)

### Compilazioni
- 1981 - The Second Coming - con il brano In Country (LP/Cassetta, Come Organisation)
- 1982 - Für Ilse Koch - con il brano Come Sunday 2 (LP/Cassetta, Come Organisation)
- 1998 - Anthology 1 (2xCD, Susan Lawly)
- 2001 - Anthology II (CD, Susan Lawly)